# Podworańce (gmina Ejszyszki)
Podworańce (lit. Padvarionys) − wieś na Litwie, w gminie rejonowej Soleczniki, 4 km na północny wschód od Ejszyszek, zamieszkana przez 162 ludzi. Przed II wojną światową w Polsce, w powiecie lidzkim województwa nowogródzkiego.